# Rondo Daszyńskiego (métro de Varsovie)
Rondo Daszyńskiego, en français : « Rond-point Daszyńskiego », est une station de la ligne 2 du métro de Varsovie, située à Varsovie, dans l'arondissement de  Wola. Inaugurée le 8 mars 2015, la station dessert le rond-point Ignacego Daszyńskiego (pl).

## Description
La station de plain-pied est d'une largeur de 11m pour 120m de long. La couleur dominante de cette station est le rouge, présent sur la bouche de métro ainsi que sur les murs du métro. Deux ascenseurs permettent également d'y accéder.

## Position sur la ligne 2 du métro de Varsovie
Elle est située entre la station Płocka, en direction du terminus provisoire Bemowo et la station Rondo ONZ, en direction du terminus Bródno.

Position de la station Rondo Daszyńskiego (1re en partant de l'ouest de la section centrale) sur la ligne 2.

## Galerie

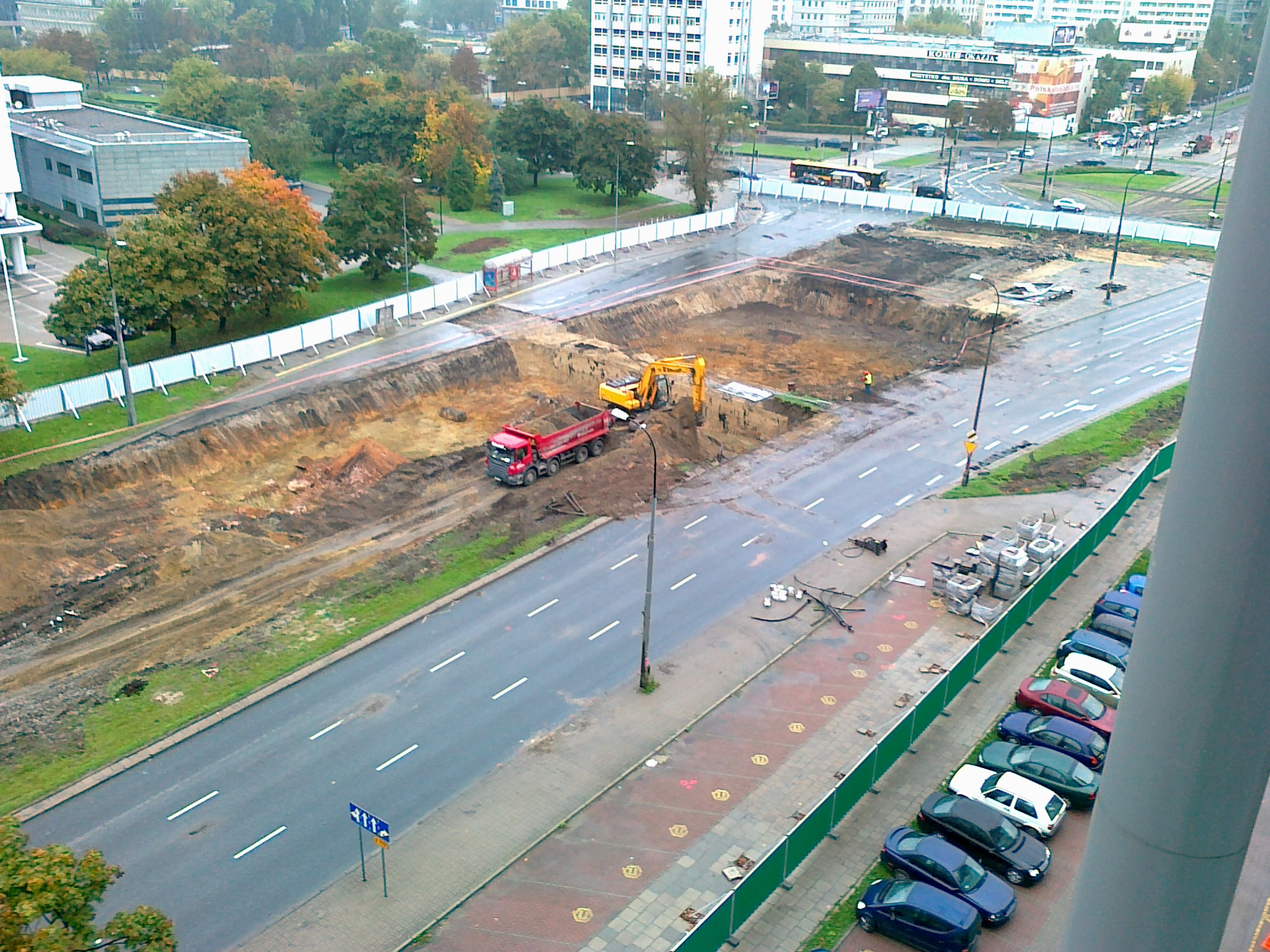
Opérations de creusement, 2010
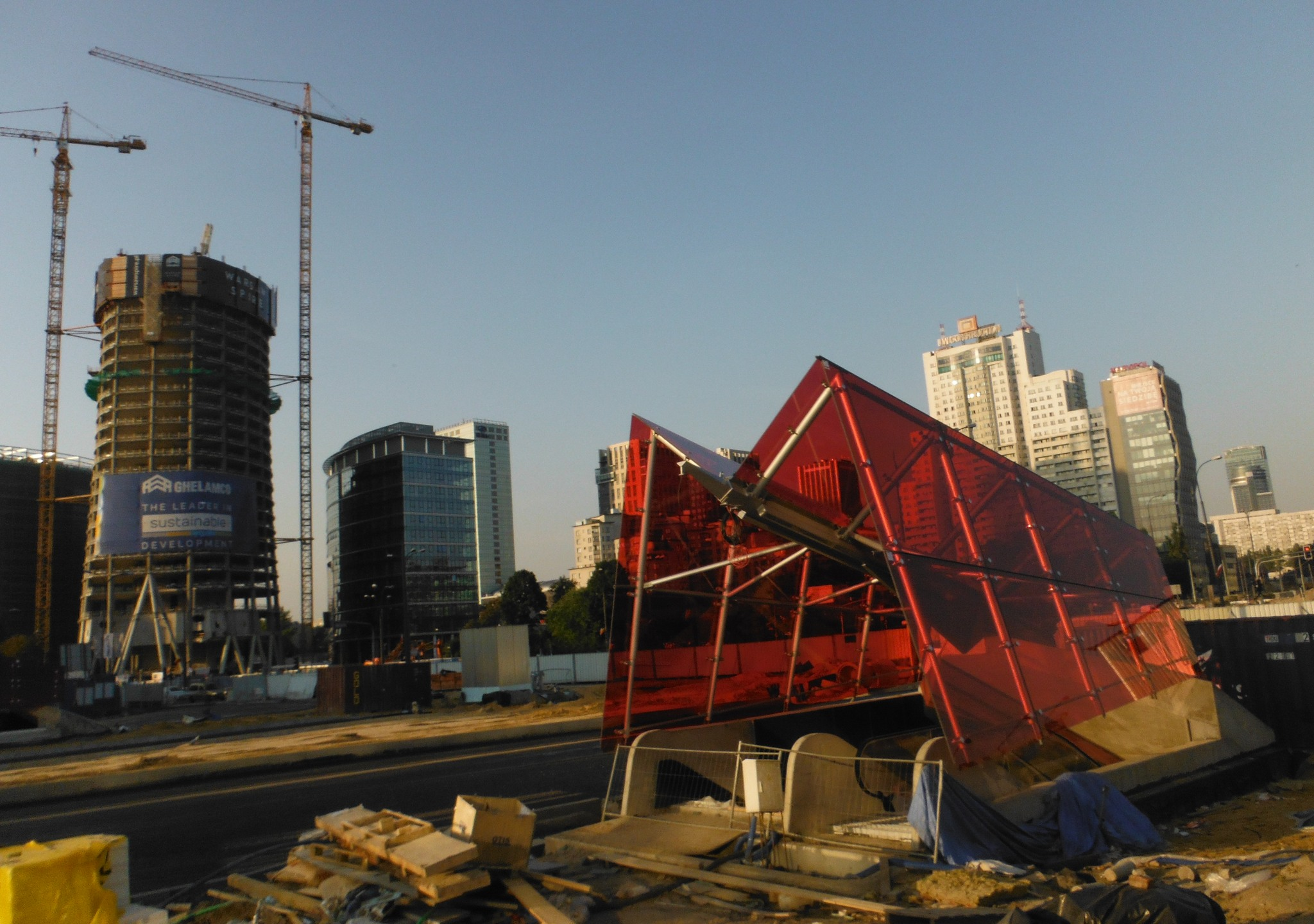
Construction de la bouche de métro, août 2014
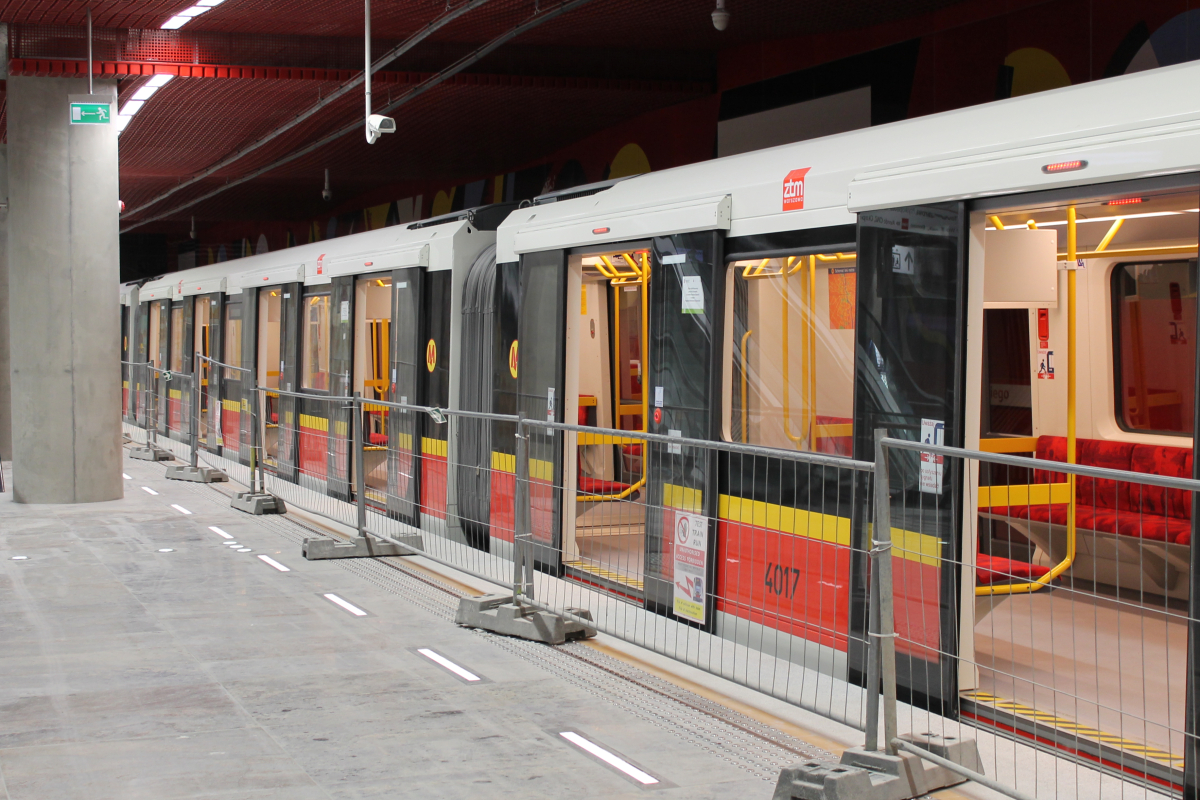
La station lors des premiers essais
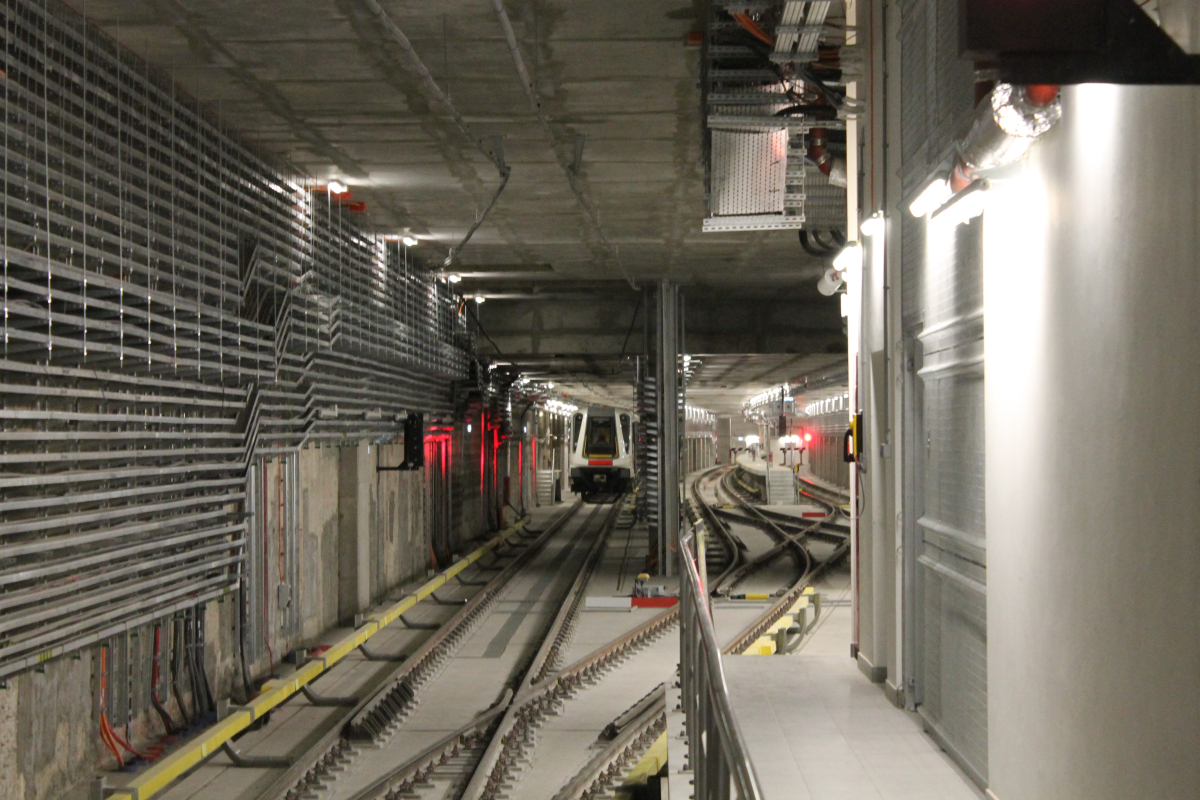
Ossature de la station
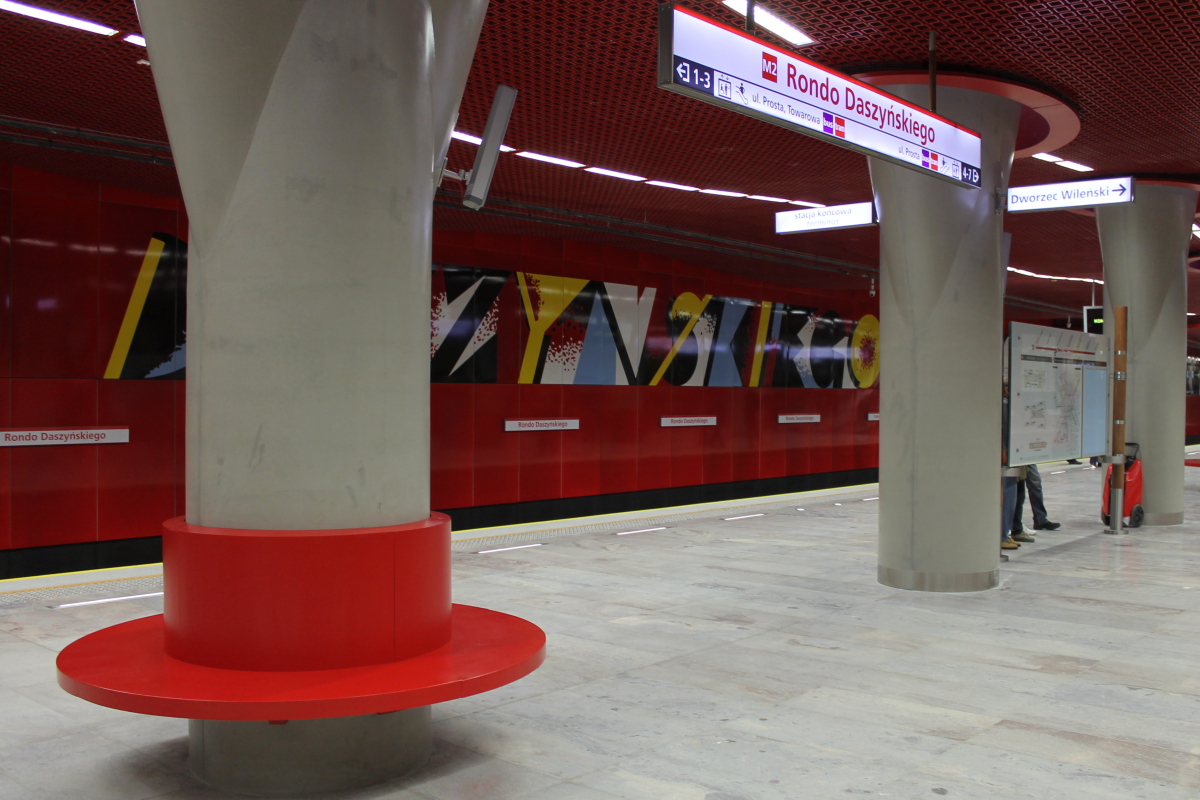
La station